# Roland Kickinger
Roland Kickinger (* 30. März 1968 in Wien, Österreich) ist ein österreichischer Bodybuilder sowie Filmschauspieler und Filmproduzent.

## Leben

### Frühes Leben
Roland Kickinger wurde als jüngster Sohn einer Sekretärin und eines Beamten der Österreichischen Bundesbahnen geboren. Als Kind zeigte er als Schwimmer und Fußballer sportliche Ambitionen; auch begann er ab seinem 15. Lebensjahr in einer kleinen Turnhalle in Wien mit seinem Training zum Bodybuilder.
Im Alter von 19 Jahren beendete Kickinger  im Jahr 1987 seine Ausbildung an einer Hotel- und Gastgewerbeschule und ging danach in Vancouver an Bord der The Regent Sea. Hier wurde Kickinger wegen seiner geringen Englischkenntnisse als Hilfskraft in der Küche eingesetzt, ehe er drei Monate später zum Kellner und wieder einige Zeit später zum stellvertretenden Küchenchef aufstieg. Nach einem Jahr an Bord der The Regent Sea, die an der amerikanischen Westküste entlang bis in die Karibik fuhr, kehrte Kickinger nach Österreich zurück. Fünf Jahre arbeitete Kickinger in einem Wiener Hotel, bis er den Entschluss fasste nach Kalifornien zu gehen. Ein Grund mehr war seine Teilnahme an der National Amateur Bodybuilders Association und seiner Wahl zum Mr. Austria im Jahr 1994.

### Werdegang in den USA
Im Januar 1995 zog Kickinger nach Venice, wo er begann, in kleinen Turnhallen und Fitnessklubs zu trainieren. Am Wochenende stand er am Strand und ließ sich gegen eine Bezahlung von 3 Dollar mit entblößtem Oberkörper an der Seite von Damen fotografieren. Wie in Österreich nahm Kickinger auch in den USA an Bodybuilder-Veranstaltungen teil und wurde so im Jahr 1996 Siebter beim Ironman. Bis 1999 nahm Kickinger vier weitere Male daran teil, konnte jedoch im Jahr 1997 nur mehr den 11. Rang einnehmen.

### Filmkarriere
Im Jahr 1997 stand Kickinger auch erstmals vor der Filmkamera, als Gastdarsteller in der Sitcom Hang Time. Mit Ausnahme einer Nebenrolle in dem im Jahr 1998 produzierten Actionfilm Lethal Weapon 4 war sein Filmschaffen meist auf Fernsehfilme oder Auftritte in Fernsehserien beschränkt. Diesbezüglich hervorzuheben sind Auftritte in Hör mal, wer da hämmert (1999), King of Queens (2003) und The Closer (2006), ebenso wie sein Kurzauftritt als Fitnesstrainer in der Serie Immer wieder Jim. Außerdem war er in den Jahren 2000 und 2002 Hauptdarsteller der kurzlebigen Fernsehserie Son of the Beach, einer Parodie auf Baywatch – Die Rettungsschwimmer von Malibu.
Im Jahr 2005 übernahm Roland Kickinger seine bis dato bekannteste Filmrolle. In der Fernsehbiografie See, Arnold Run verkörperte er den jungen Arnold Schwarzenegger, der wie er aus Österreich stammte, als Bodybuilder begonnen hatte und es auch geschafft hatte, beim Film zu überzeugen. Eine weitere Parallele zwischen Schwarzenegger und Kickinger ist die Tatsache, dass beide in die Rolle des Terminators geschlüpft sind. Folglich stand Kickinger für den Film Terminator: Die Erlösung vor der Kamera, der im Jahr 2009 ins Kino kam. Allerdings wurde sein Gesicht digital durch jenes von Arnold Schwarzenegger ersetzt.